# Eva Le Gallienne
Eva Le Gallienne (Londra, 11 gennaio 1899 – Weston, 3 giugno 1991) è stata una regista, attrice e produttrice cinematografica statunitense di origine britannica.
Fu attiva soprattutto in America nella prima metà del XX secolo.

## Biografia
Nata a Londra dal poeta britannico di origini francesi Richard Le Gallienne (nato Richard Thomas Gallienne) e della giornalista danese Julie Nørregaard, dopo la separazione dei genitori quando aveva solo tre anni, trascorse gran parte della sua infanzia e della giovinezza facendo la spola tra Parigi e l'Inghilterra. 
Fece il suo debutto come attrice nello spettacolo teatrale di Maurice Maeterlinck Monna Vanna (1914). L'anno successivo, si trasferì a New York e da lì in Arizona e in California, recitando in diversi allestimenti teatrali. Dopo essere tornata per breve tempo in Europa visitandone molte regioni, fece ritorno nuovamente a New York, dove divenne una stella di Broadway, recitando in molti spettacoli acclamati dalla critica e dal pubblico, quali Not So Long Ago (1920) di Arthur Richman e Liliom (1921) di Ferenc Molnár. 
Delusa dall'eccessiva commercialità degli allestimenti teatrali americani degli anni venti del XX secolo, Eva Le Gallienne fondò a New York il Civic Repertory Theatre, grazie all'apporto finanziario di una delle sue corteggiatrici, la ricca ereditiera di miniere d'oro Alice DeLamar, originaria del Colorado. Nel 1928 Le Gallienne interpretò il ruolo magistrale di tutta la sua carriera nella versione teatrale di Hedda Gabler di Henrik Ibsen. Nonostante il suo successo, il teatro del Civic dovette chiudere i battenti nel 1935, non riuscendo a resistere alle pressioni della crisi finanziaria della Grande depressione.
Eva Le Gallienne non nascose mai le sue preferenze sessuali lesbiche all'interno della comunità degli attori, lottando nel privato per difenderla dai pregiudizi. Nei primi anni dell'era hollywoodiana e negli ambienti di teatro il fenomeno dell'omosessualità era abbastanza diffuso, soprattutto quella femminile. Anche se non era mai oggetto di pubblico dominio, veniva tuttavia più che tollerato dietro le quinte. Nel 1918, mentre era a Hollywood, Eva intraprese una relazione con la celebre attrice Alla Nazimova, che ebbe termine per l'eccessiva possessività di quest'ultima. Più tardi, nel 1920 ebbe un'altra relazione con la scrittrice Mercedes de Acosta, allacciando nel contempo un legame parallelo con l'attrice Tallulah Bankhead. La sua unica relazione eterosessuale fu con l'attore Basil Rathbone. Durante il loro legame, iniziato subito dopo il matrimonio della De Acosta con Abram Poole, anch'egli omosessuale dichiarato, i tre viaggiarono spesso, facendo frequenti visite alla nota scrittrice Natalie Barney.
Agli inizi del 1927 fu coinvolta in una relazione sentimentale con una donna sposata, l'attrice Josephine Hutchinson, provocandone il divorzio dal marito, che durante il processo indicò in Eva la causa della separazione legale. La stampa creò una lunga serie di articoli diffamatori nei confronti della Hutchinson chiamandola shadow actress, termine dell'epoca per indicare un'attrice omosessuale. Cinque mesi dopo lo scandalo, Eva Le Gallienne recitò uno scabroso ruolo nella pièce teatrale Alisons House di Susan Glaspell che vinse il Premio Pulitzer.
Nel 1928 interpretò un allestimento teatrale di Peter Pan, costruendo un personaggio pieno di slancio e di grande fascino. Gli effetti nelle scene di volo furono magistrali e per la prima volta il personaggio di Peter Pan volò sulle teste degli spettatori. La critica osannò subito quella che diventò LeG e in molti la paragonarono alla celebre attrice teatrale Maude Adams, prima ad interpretare il ruolo di Peter Pan. Insieme all'attrice Margaret Webster e al produttore Cheryl Crawford, fondò nel 1946 l'American Repertory Theater.
Nel 1964 venne premiata con il Tony Award per la sua carriera teatrale lunga più di 50 anni. Nonostante fosse celebre per le sue interpretazioni teatrali, Eva Le Gallienne recitò anche in alcune pellicole cinematografiche, e fu candidata al Premio Oscar come migliore attrice non protagonista nel 1981 per la pellicola Resurrection, al fianco di Ellen Burstyn. Morì nella sua casa del Connecticut, all'età di 92 anni, per cause naturali.

## Spettacoli teatrali
- Bunny (Broadway, 4 gennaio 1916)
- Mr. Lazarus (Broadway, 5 ottobre 1916)
- The Off Chance (Broadway, 14 marzo 1918)
- Belinda (Broadway, 6 maggio 1918)
- Lusmore (Broadway, 9 ottobre 1919)
- Elsie Janis and Her Gang (1919) (Broadway, 1º dicembre 1919)
- Not So Long Ago (Broadway, 4 maggio 1920)
- Liliom (Broadway, 20 maggio 1921)
- Sandro Botticelli (Broadway, 26 marzo 1923)
- The Rivals (Broadway, 7 maggio 1923)
- The Swan (Broadway, 23 ottobre 1923)
- The Assumption of Hannele (Broadway, 15 marzo 1924)
- The Call of Life (Broadway, 9 ottobre 1925)
- The Master Builder (Broadway, 10 dicembre 1925)
- John Gabriel Borkman (Broadway, 29 gennaio 1926)
- Saturday Night (Broadway, 25 ottobre 1926)
- The Master Builder (Broadway, 1º dicembre 1926)
- The Three Sisters (Broadway, 8 dicembre 1926)
- John Gabriel Borkman (Broadway, 9 dicembre 1926)
- La Locandiera (The Mistress of the Inn) (Broadway, 6 dicembre 1926)
- Twelfth Night (Broadway, 20 dicembre 1926)
- The Cradle Song (Broadway, 24 gennaio 1927)
- Inheritors (Broadway, 15 marzo 1927)
- The Good Hope (Broadway, 18 ottobre 1927)
- The First Stone (Broadway, 16 gennaio 1928)
- Improvisations in June (Broadway, 5 marzo 1928)
- Hedda Gabler (Broadway, 26 marzo 1928)
- The Would-Be Gentleman (Broadway, 1º ottobre 1928)
- L'Invitation au Voyage (Broadway, 4 ottobre 1928)
- The Cherry Orchard (Broadway, 15 ottobre 1928)
- Peter Pan (Broadway, 26 dicembre 1928)
- The Lady from Alfaqueque (Broadway, 14 gennaio 1929)
- Katerina (Broadway, 25 marzo 1929)
- The Seagull (Broadway, 16 ottobre 1929)
- The Cherry Orchard (Broadway, 23 ottobre 1929)
- Mademoiselle Bourrat (Broadway, 7 ottobre 1929)
- The Living Corpse (Broadway, 6 dicembre 1929)
- The Open Door (Broadway, 27 maggio 1930)
- Romeo and Juliet (Broadway, 21 maggio 1930)
- Romeo and Juliet (Broadway, 6 ottobre 1930)
- Siegfried (Broadway, 20 ottobre 1930)
- Alison's House (Broadway, 1º dicembre 1930)
- Camille (Broadway, 26 gennaio 1931)
- Liliom (Broadway, 26 ottobre 1932)
- Dear Jane (Broadway, 4 dicembre 1932)
- Alice in Wonderland, di Eva Le Galienne (Broadway, 12 dicembre 1932)
- The Cherry Orchard (Broadway, 6 marzo 1933)
- L'Aiglon, di Edmond Rostand (Broadway, 3 dicembre 1934)
- Rosmersholm (Broadway, 2 dicembre 1935)
- Camille (Broadway, 4 dicembre 1935)
- The Women Have Their Way (Broadway, 7 dicembre 1935)
- Prelude to Exile (Broadway, 30 dicembre 1936)
- Madame Capet (Broadway, 25 ottobre 1938)
- Frank Fay Vaudeville (Broadway, 2 marzo 1939)
- Ah, Wilderness! (Broadway, 2 ottobre 1941)
- The Rivals (Broadway, 14 gennaio 1942)
- Uncle Harry (Broadway, 20 maggio 1942)
- The Cherry Orchard (Broadway, 25 gennaio 1944)
- The Cherry Orchard (Broadway, 1º gennaio 1945)
- The Tempest (Broadway, 25 gennaio 1945)
- Therese (Broadway, 9 ottobre 1945)
- The Tempest (Broadway, 12 dicembre 1945)
- King Henry VIII (Broadway, 6 dicembre 1946)
- What Every Woman Knows (Broadway, 8 dicembre 1946)
- John Gabriel Borkman (Broadway, 12 dicembre 1946)
- A Pound on Demand / Androcles and the Lion (Broadway, 9 dicembre 1946)
- Yellow Jack (Broadway, 27 marzo 1947)
- Alice in Wonderland (Broadway, 5 maggio 1947)
- Ghosts (Broadway, 16 marzo 1948)
- Hedda Gabler (Broadway, 24 marzo 1948)
- The Corn Is Green (Broadway, 11 gennaio 1950)
- The Strong Are Lonely (Broadway, 29 ottobre 1953)
- The Starcross Story (Broadway, 13 gennaio 1954)
- The Southwest Corner (Broadway, 3 marzo 1955)
- Mary Stuart (Broadway, 8 ottobre 1955)
- The Seagull (Broadway, 5 maggio 1964)
- The Wild Duck (Broadway, 11 gennaio 1967)
- Exit the King (Broadway, 9 gennaio 1968)
- The Cherry Orchard (Broadway, 19 marzo 1968)
- The Royal Family (Broadway, 30 gennaio 1975)
- To Grandmother's House We Go (Broadway, 15 gennaio 1981)
- Alice in Wonderland (Broadway, 23 gennaio 1982)

## Filmografia

### Attrice

#### Cinema
- Straw Hat Cinderella, regia di Justin Herman (1949)
- Il principe degli attori (Prince of Players), regia di Philip Dunne (1955)
- Il discepolo del diavolo (The Devil's Disciple), regia di Guy Hamilton e Alexander Mackendrick (1959)
- Resurrection, regia di Daniel Petrie (1980)

#### Televisione
- The DuPont Show of the Month – serie TV, episodio 1x05 (1958)

## Doppiatrici italiane
- Micaela Giustiniani in Resurrection

## Riconoscimenti
Premi Oscar 1981 - Candidatura all'Oscar alla miglior attrice non protagonista per Resurrection